# کرامپتونیا (آلاباما)
کرامپتونیا (به انگلیسی: Crumptonia) یک منطقهٔ مسکونی در ایالات متحده آمریکا است که در شهرستان دالاس، آلاباما واقع شده‌است. کرامپتونیا ۴۲٫۹۸ متر بالاتر از سطح دریا واقع شده‌است.